# 施耐庵

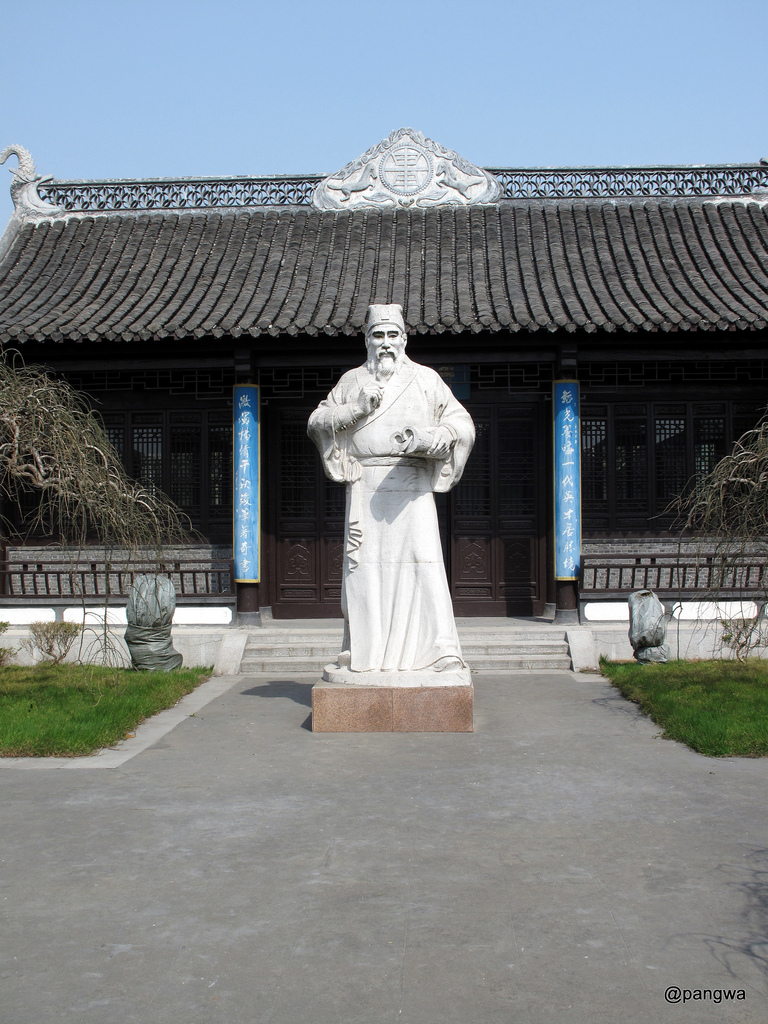
施耐庵像

施 耐庵（し たいあん）は、中国の小説で四大奇書の一つである『水滸伝』の作者とされる人物。元貞2年（1296年）に生まれ、洪武3年（1370年）に没したという。元末明初期の人と思われるが、水滸伝の作者として名が見えるのみであるため、経歴はよくわかっていない。実在したのかさえも定かではないが、『興化県続志』に施耐庵伝と明初の王道生『施耐庵墓志』が掲載されている。『七修類稿』、『百川書志』等は銭塘の人としている。

## 実在説
王道生『施耐庵墓志』によれば、名は彦端といい、号は子安もしくは耐庵といった。平江路呉県の出身。本貫は泰州海陵県。至順2年（1331年）、進士となり官途についたが、至正13年（1353年）に元末の反乱軍の首領の張士誠に見込まれて参謀となった。施耐庵は参謀として多くの策略を上申したが、張の勢力が拡大すると、張がおごりたかぶって人の言うことを聞かなくなってしまった。そのため、官を棄てて郷里に帰り、医師や教師をしていた。張が滅亡した後、明を建国した朱元璋が張の残党を厳しく追及したため、施耐庵は隠居。『水滸伝』の元となった『江湖豪客伝』・『三国志演義』・『平妖伝』などを執筆し、門人の羅貫中に校正させていたという。一説に『三国志演義』の著者が施耐庵とされるのは、この「墓誌」による。

## 非実在説
上記の『施耐庵墓志』は信頼できない史料だとして、中国文学者の高島俊男は厳しく批判している。高島によれば、民国17年に胡瑞亭なる人物が、施耐庵の素性が判明したと主張し、その証拠として持ち出したのが『施耐庵墓志』である。突如発見された上、この頃農民反乱の指導者として人気があった張士誠の参謀だったというこじつけがあることから、学界で強く批判された。研究者によっては全くの偽書として顧みないものさえいるという（高島『水滸伝の世界』ちくま文庫）。
この他、20世紀後半になって、江蘇省興化市に施耐庵が居住していたとして、『施氏族譜』『施氏長門譜』などの資料が次々と「発見」され、施耐庵の詳細な伝記が伝えられている。しかし、これらの資料の信憑性も強く疑われている。
余り信用できない施耐庵の伝記によれば、水滸伝の登場人物のうち宋代の史料に登場しない人物については施耐庵の知り合いの人物がモデルになっていることが多く、県令の武大（武植）、その妻の潘金蓮、酒屋の女将の孫二娘などはそうであるという。